# 1960 na ciência
Esta é uma lista de acontecimentos do ano de 1960 da ciência.

## Eventos
- 1 de abril - Os EUA lançam o primeiro satélite meteorológico.
- 30 de Abril - inauguração do Jardim Botânico da Madeira.
- A IBM lança o primeiro computador eletrônico IBM: o RAMAC 305.

## Nascimentos
| Data          | Nome          | Profissão                        | Nacionalidade  | Observações | Ref |
| ------------- | ------------- | -------------------------------- | -------------- | ----------- | --- |
| 3 de maio     | Jaron Lanier  | músico e cientista de computação | Estados Unidos |             |     |
| 26 de junho   | Carlos Caldas | médico e cientista               | Portugal       |             |     |
| 23 de outubro | Randy Pausch  | cientista de computação          | Estados Unidos | m. 2008     |     |

## Mortes
| Data            | Nome                                   | Profissão                                        | Nacionalidade   | Observações                                                                    | Ref               |
| --------------- | -------------------------------------- | ------------------------------------------------ | --------------- | ------------------------------------------------------------------------------ | ----------------- |
| 4 de janeiro    | Albert Camus                           | escritor e filósofo                              | França          | n. 1913 Nobel da Literatura 1957                                               |                   |
| 7 de janeiro    | António Mendes Correia                 | antropólogo                                      | Portugal        | n. 1888                                                                        |                   |
| 7 de fevereiro  | Igor Kurchatov                         | físico                                           | União Soviética | n. 1903                                                                        |                   |
| 8 de fevereiro  | John Langshaw Austin                   | filósofo                                         | Reino Unido     | n. 1911                                                                        |                   |
| 11 de fevereiro | Victor Klemperer                       | professor de Filologia, testemunha do Holocausto | Alemanha        | n. 1881                                                                        |                   |
| 12 de fevereiro | Oskar Anderson                         | matemático                                       | Alemanha        | n. 1887                                                                        |                   |
| 2 de março      | Arthur Louis Day                       | geofísico                                        | Estados Unidos  | n. 1869 Medalha William Bowie 1940 Medalha Wollaston 1941 Medalha Penrose 1947 | [ 1 ] [ 2 ] [ 3 ] |
| 24 de abril     | Max von Laue                           | físico                                           | Alemanha        | n. 1879 Nobel da Física 1914 Medalha Max Planck 1932                           | [ 4 ] [ 5 ]       |
| 26 de abril     | Wander Johannes de Haas                | físico e matemático                              | Países Baixos   | n. 1878 Medalha Rumford 1934                                                   | [ 6 ]             |
| 28 de abril     | Anton Pannekoek                        | astrónomo e teórico marxista                     | Países Baixos   | n. 1873                                                                        |                   |
| 23 de maio      | Georges Claude                         | químico e físico                                 | França          | n. 1870                                                                        |                   |
| 3 de junho      | Artur de Magalhães Basto               | professor e historiador                          | Portugal        | n. 1864                                                                        |                   |
| 8 de julho      | Werner Meyer-Eppler                    | físico e teórico da informação                   | Bélgica         | n. 1913                                                                        |                   |
| 8 de julho      | Ángel Cabrera                          | zoólogo e paleontólogo                           | Espanha         | n. 1879                                                                        |                   |
| 14 de julho     | Maurice de Broglie                     | físico                                           | França          | n. 1875 Medalha Hughes 1928                                                    | [ 7 ]             |
| 29 de julho     | Joaquim da Costa Ribeiro               | físico                                           | Brasil          | n. 1906                                                                        |                   |
| 10 de agosto    | Oswald Veblen                          | matemático                                       | Estados Unidos  | n. 1880                                                                        |                   |
| 22 de setembro  | Melanie Klein                          | psicanalista infantil                            | Áustria         | n. 1882                                                                        |                   |
| 14 de outubro   | Abram Ioffe                            | físico                                           | União Soviética | n, 1880                                                                        |                   |
| 21 de dezembro  | Eric Temple Bell                       | matemático                                       | Reino Unido     | n. 1883 Prêmio Memorial Bôcher 1924                                            | [ 8 ]             |
| 23 de dezembro  | Antônio Austregésilo Rodrigues de Lima | neurologista                                     | Brasil          | n. 1876                                                                        |                   |
| ??              | Georges Hostelet                       | físico                                           | Bélgica         | n. 1875                                                                        |                   |

## Prémios

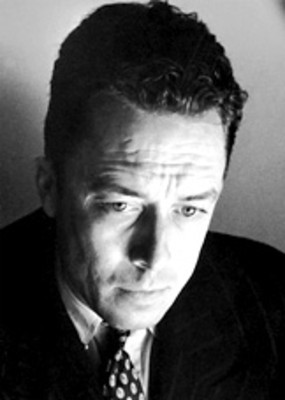
Albert Camus
(1913 - 1960)

### Medalha Bruce
- Viktor A. Ambartsumian

### Medalha Copley
- Harold Jeffreys[9]

### Medalha Davy
- John Monteath Robertson[10]

### Medalha Real(Patologia)
- Roy Cameron[11]

### Medalha Real(Física)
- Bernard Lovell[11]

### Medalha Rumford
- Alfred Gordon Gaydon[6]

### Prémio Nobel
- Física - Donald Arthur Glaser
- Química - Willard Frank Libby
- Medicina - Frank Macfarlane Burnet, Peter Brian Medawar